# 群交

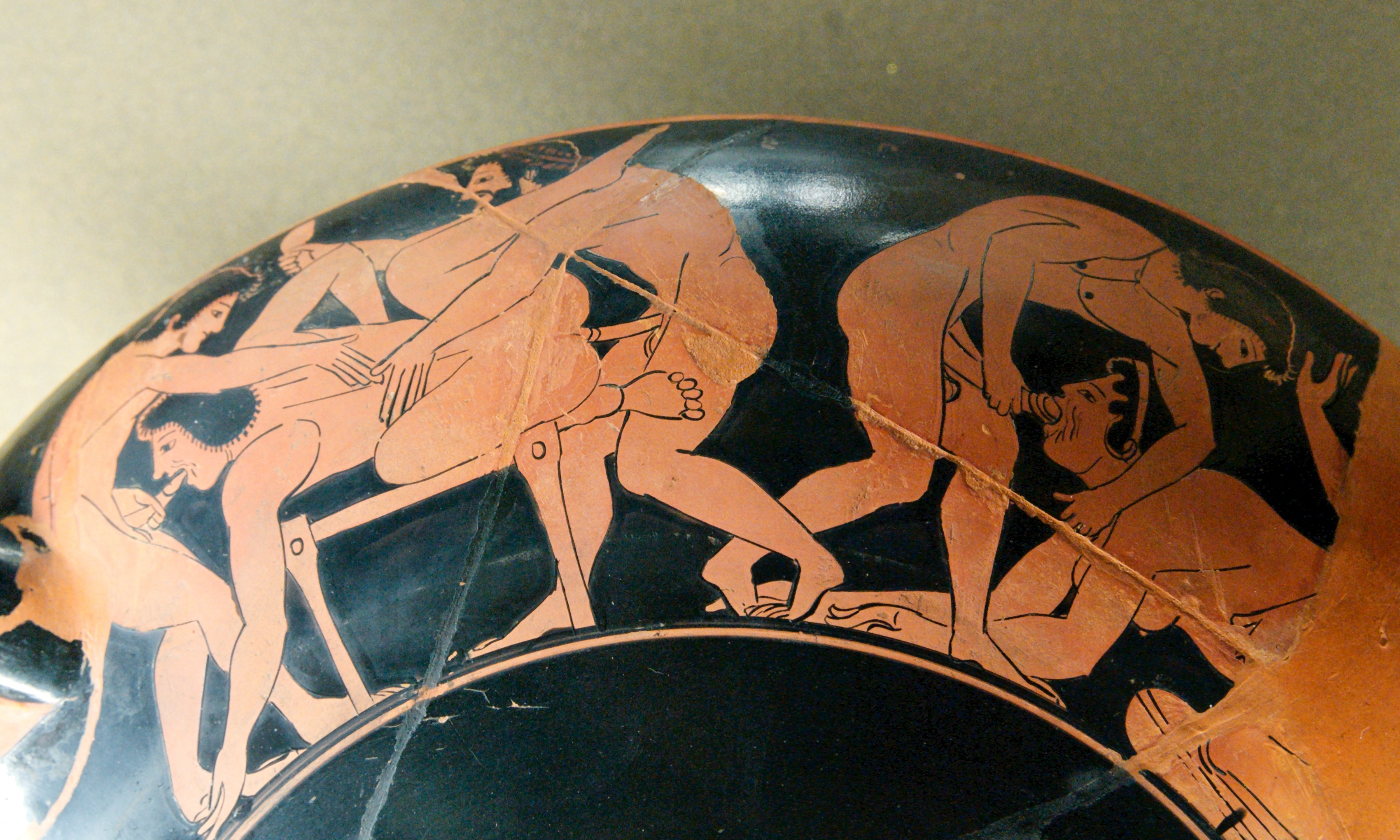
前6世纪一展示古代群交的藝術品

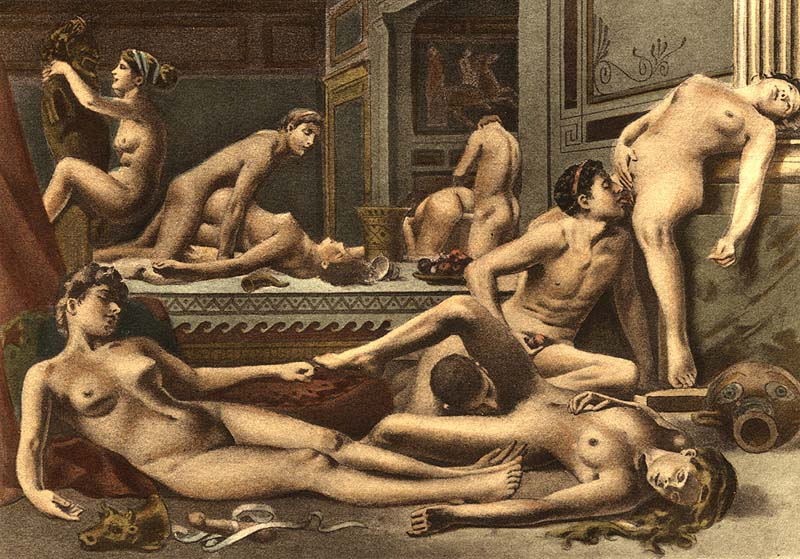
由法国画家爱德华-亨利·阿夫里尔绘制的群交场景

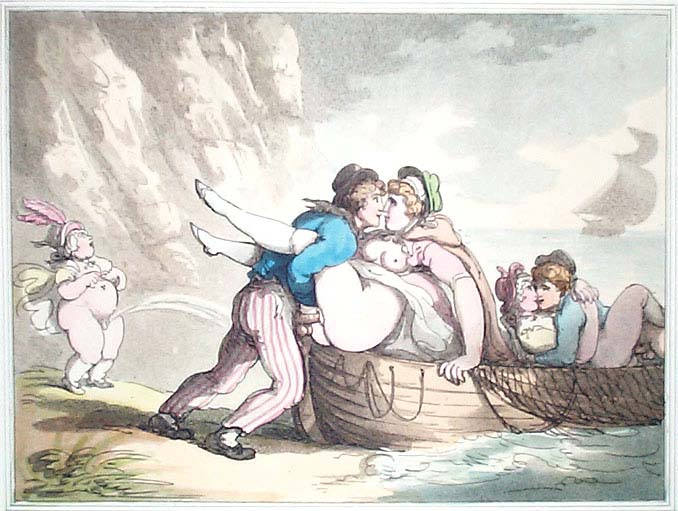
18世纪英国画家的一幅作品

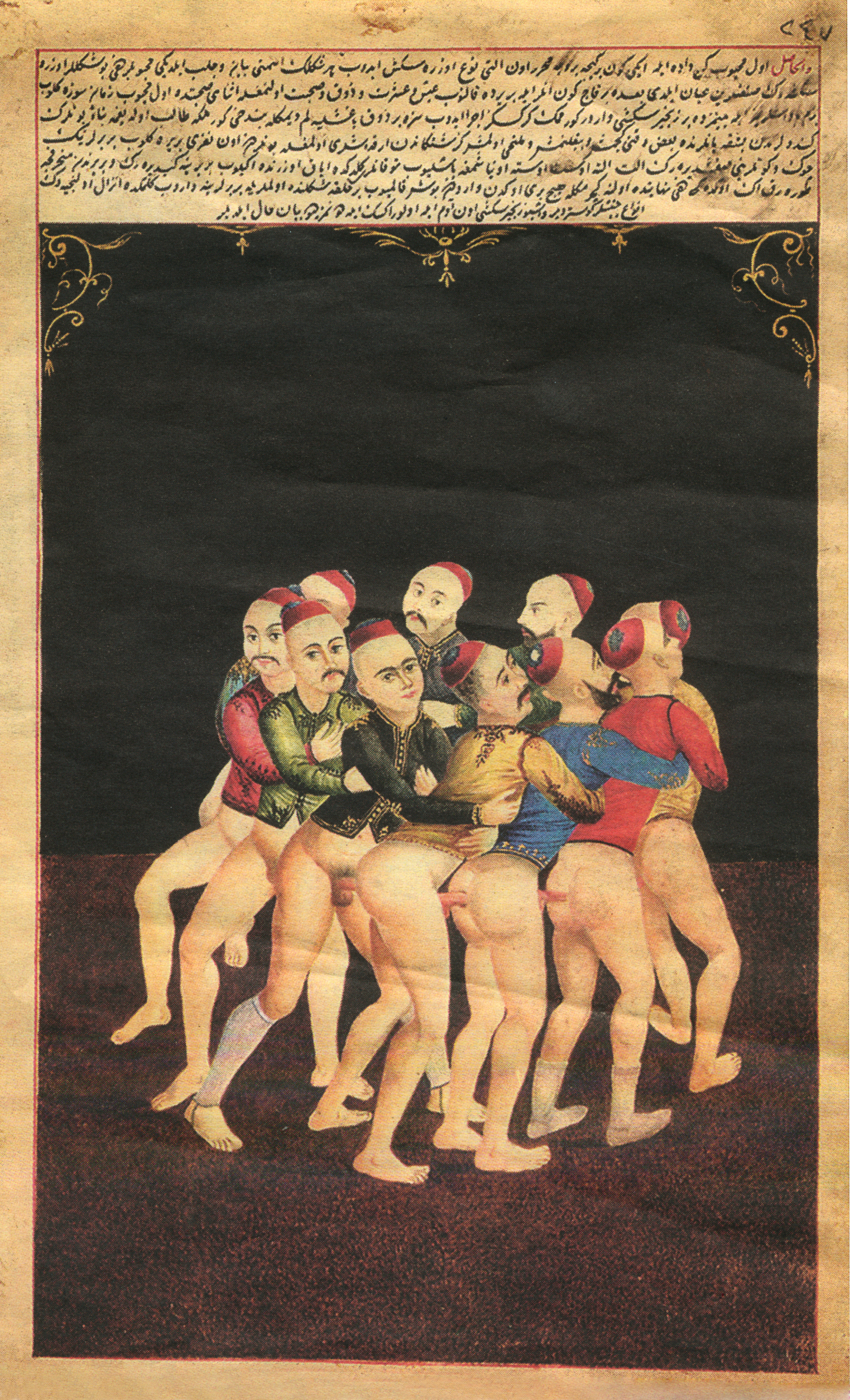
18世纪奥斯曼土耳其的一幅展示群交的作品

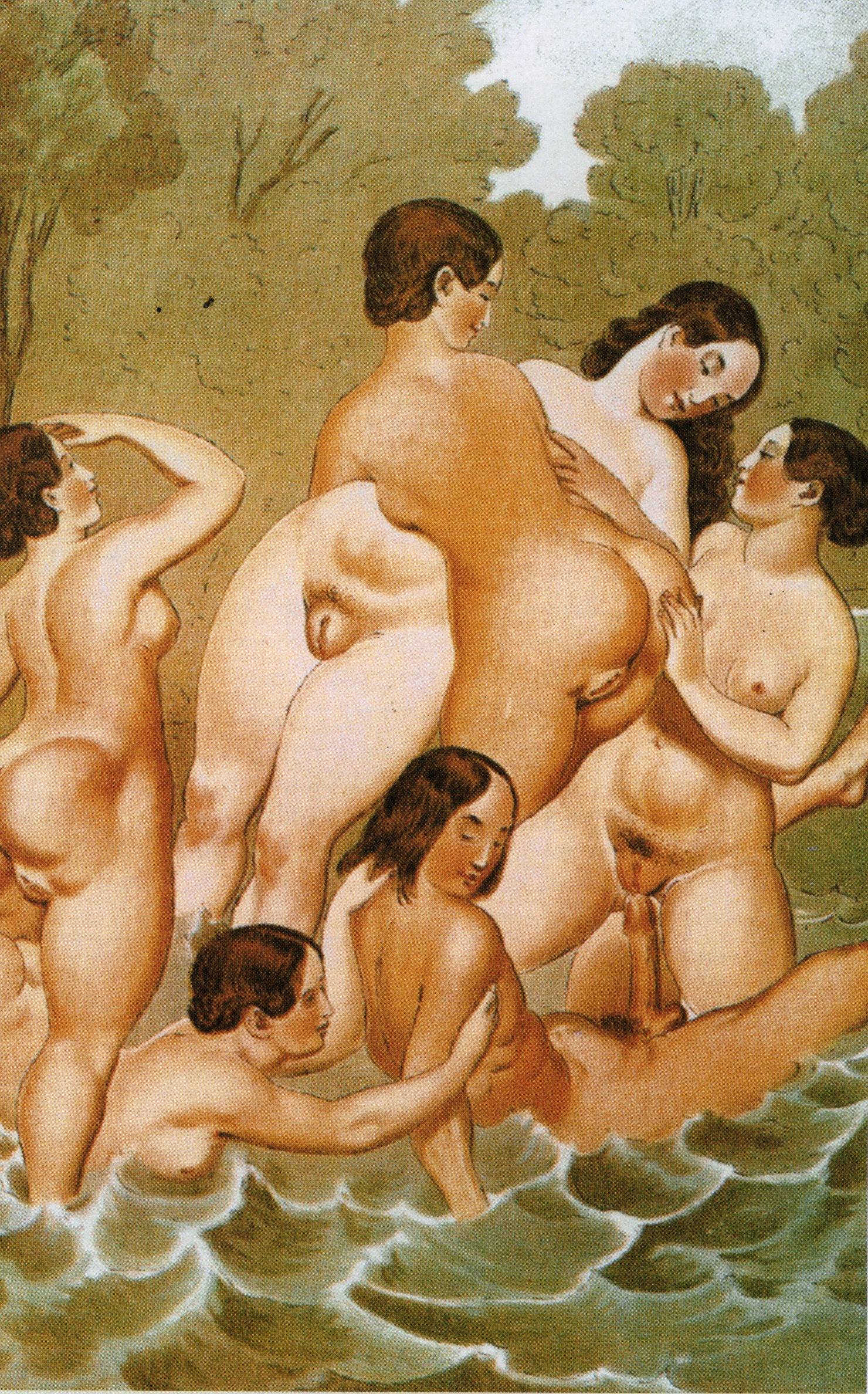
奧地利宮廷畫師彼得·法迪（Peter Fendi）於1835年所繪作品

群交（英語：group sex）俗稱群P、開火車、對對碰、大亂交、多人性愛（多人性交），是一種由多於兩个的人類或動物同時或交替參與的性行為。如古代原始社會中的乱婚习俗。
群交可以發生在各種性別與性傾向的人類中，群交的幻想在男女中都極爲普遍。此外，由於進行群交的人擁有較多的性伴侶，因此感染性交傳染疾病的風險也較高。群交往往被指責不合道德。

## 多人（三人）
三人参与的性行为（threesome）是群交的一种，非正式俚语又稱“一王二后”、“起双飛”（MFF、兩女一男）、“兩王一后”（MMF、兩男一女），另外男男性行为或女女性行为中也有可能會有三人性行為。在多配偶制條件下可能採行，也常出現在召妓案例、一夜情、性派對或色情片中。

## 多人（三人以上）
多人（四人或以上）参与的性行为，多见于近些年来于西方兴起，影响波及亚洲的交換配偶行为，以及欧美和日本成人影片中。其中，英文“Gangbang”特指一女和多男（通常是三人或者以上）的性行为。色情演員郭盈恩在群交色情電影《世界第一群交會》（World's Biggest Gang Bang）中与80多个男性发生251次性行為，打破了世界紀錄。

## 性姿势
群交行为姿勢從兩人的性交体位衍生而來。有些被认为是非常极端的行为。此处“雄性”阴茎有時或为女性配戴假阳具，“雌性”为接受方（肛门或雌性阴道口）的代称。
三人性行为：
- “369体位”：兩雌性彼此上下69式，另雄性被其中一人口交，或对69式之上位者与其交合（采後入姿势）。
- 肛交及阴道性交：
  - 雄性甲与一个伴侶交合，该雄性甲（俚语称“Lucky Pierre”）又被另一雄性乙肛交（可能以阴茎或假阳具）。
  - 一雌性在两雄性之间，阴道口、肛门同时被兩者交合（double penetration）。
- 二人交合之时，其中一人（或两人同时）又对第三人陰戶口交或陰莖口交。有时称“spit roast”。
- 三人侧躺为三角形彼此口交，又称“daisy chain”。
- 雄性甲躺下，另一個雌性則背對雄性甲，並將雄性甲的陰莖放入自己的肛門中，這時雄性乙則面對雌性，將陰莖放入雌性陰道內，一般稱為「三明治」、雙龍入洞，可以讓雌性在羞澀中達到滿足。
- 同為三人，其中一對為情侶，讓單身男性B插入自己的女性伴侶陰道中，此時男性A可舔插入的交合處，另外也可讓自己的女朋友使用假陽具插入男性A。

有些姿势或体位可能扩及於更多参与者：
- 一群男性同時手淫，称作“圍圈手淫”。
- 一群男性抚慰又射精在另一人（不论雌雄）面部，惯称为“颜射（bukkake）”或 集體顏射。
- 一群人（不论雌雄）侧躺为多角形彼此口交，又称“daisy chain”。两名男子和两名女子以圆形的四人性交姿势环抱在一起，进行四种组合的口交：男-女、女-女、女-男、男-男。

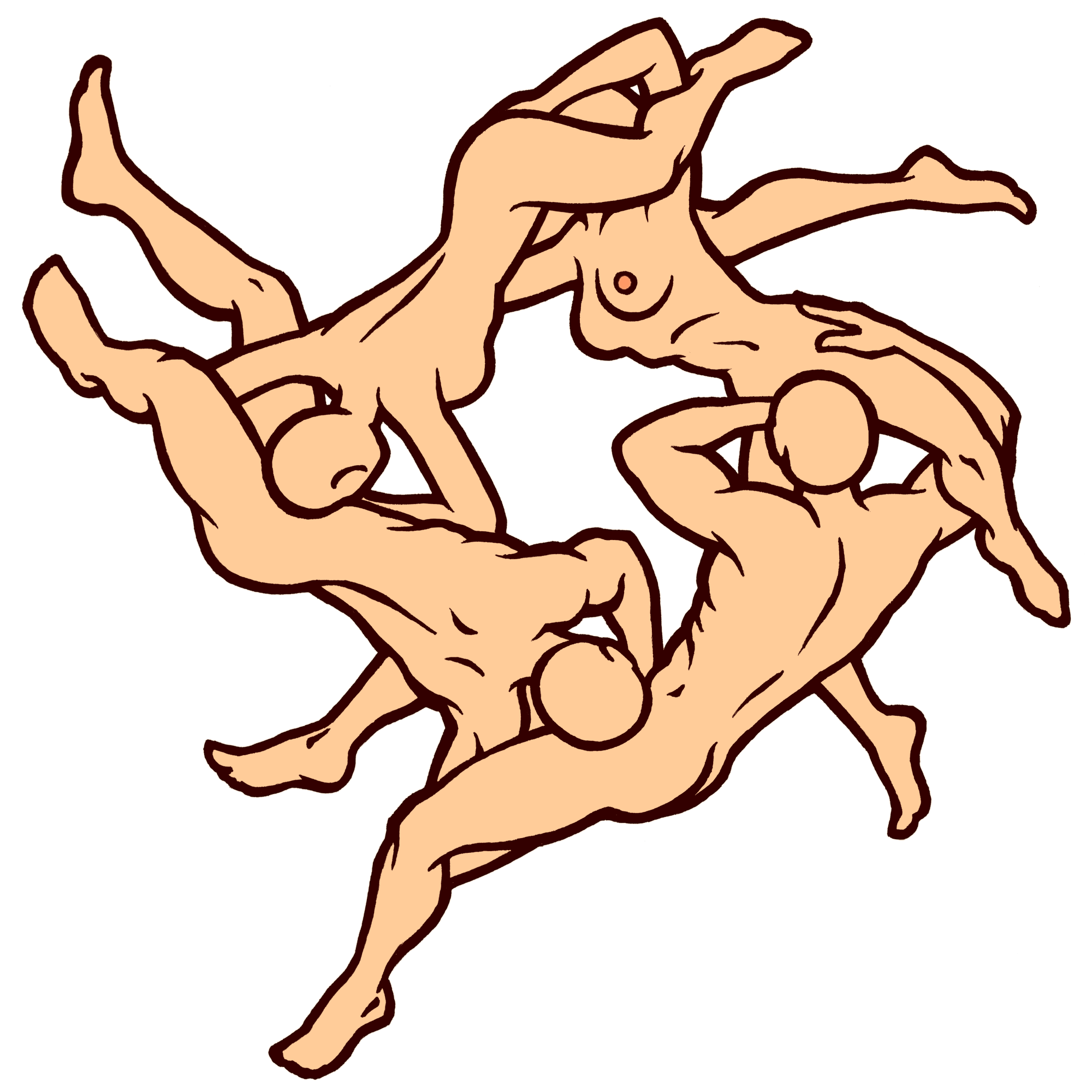
两名男子和两名女子以圆形的四人性交姿势环抱在一起，进行四种组合的口交：男-女、女-女、女-男、男-男。

- 当一人（不论雌雄）与多人以串列或并列姿势，往往排成梯队轮流进行的性行为，常称为“gangbang”。（原指轮奸，但也被广用於描述知情同意的群交行为，例如群交色情電影）
- 開火車。
- 人形蜈蚣。

## 色情電影
群交色情電影（英語：Gang bang pornography）特指進行群交的色情片。
色情演員郭盈恩在一場名為「世界第一群交會」的群交色情電影中創下世界纪录。該部電影在商業上得到成功，並贏得了當年成人影帶新聞獎最佳銷量色情電影獎項。